# Pressió de Planck
La pressió de Planck, simbolitzat com pP, és la unitat de pressió al sistema d'unitats naturals conegut com a unitats de Planck.
La pressió de Planck s'expressa com:
{\displaystyle p_{P}={\frac {F_{P}}{l_{P}^{2}}}={\frac {c^{7}}{\hbar G^{2}}}\approx } 4,63309 × 10113 Pa
on:
- {\displaystyle F_{P}} és la força de Planck
- {\displaystyle c} és la velocitat de la llum al buit
- {\displaystyle \hbar } és la constant de Planck reduïda
- {\displaystyle G} és la constant de la gravitació
- {\displaystyle l_{P}} és la longitud de Planck